# Johann Michael Mappes
Johann Michael Mappes (* 10. Oktober 1796 in Frankfurt am Main; † 28. April 1863 ebenda) war ein deutscher Mediziner und Politiker. Er war unter anderem Mitglied des Vorparlaments (1848) und des Fünfzigerausschusses.

## Biografie
Mappes wurde als Sohn eines Tuchbereiters geboren und besuchte das Städtische Gymnasium und das Lyceum Carolinum in Frankfurt am Main. Nach seinem Abitur studierte er Medizin in Tübingen. Dort war er 1816 Mitstifter der Alten Tübinger Burschenschaft Arminia, nachdem er zuvor Mitglied des Corps Teutonia Tübingen gewesen war. Er freundete sich in Tübingen mit Ludwig Uhland und Friedrich von Römer an. 1817 wurde er Dr. med. und ließ sich 1818 in Frankfurt am Main als Arzt und Geburtshelfer nieder. In dieser Rolle war er unter anderem bei der Geburt von Georg Speyer anwesend. In Frankfurt war er mit kurzen Unterbrechungen von 1827 bis 1862 Mitglied der Gesetzgebenden Versammlung der Freien Stadt Frankfurt, gehörte 1848 bis 1849 der Verfassungsgebenden Versammlung an und war 1848 Abgeordneter des Vorparlaments sowie des Fünfzigerausschusses.
Seit 1819 gehörte er der Senckenbergischen Gesellschaft für Naturforschung an, war von 1821 bis 1840 dort Sekretär, von 1828 bis 1845 Lehrer der Anatomie und von 1849 bis 1850 Direktor der Anatomischen Sammlungen am Senckenbergischen Medizinischen Institut in Frankfurt. Von 1852 bis zu seinem Tod war er Vorsitzender der Dr. Senckenbergischen Stiftung, wo er sich besonders um die Bibliothek bemühte. In Frankfurt war er 1845 Stadtaccoucheur und ab 1851 Physicus Primarius. 1824 gehörte er zu den Mitbegründern des Physikalischen Vereins in Frankfurt. 1847 war er dessen Vorsitzender.
Er war Verfasser zahlreicher Schriften. 1852 wurde er Mitglied der Deutschen Akademie der Naturforscher Leopoldina.